# 庭井祐輔
庭井 祐輔（にわい ゆうすけ、1991年10月22日 - ）は、ジャパンラグビーリーグワン横浜キヤノンイーグルスに所属するラグビー選手。

## プロフィール
- 兵庫県出身。
- ポジションはフッカー(HO)。
- 身長 174 cm、体重 100 kg
- ニックネームはゴリラ。
- 日本代表キャップは10。（2021年11月6日現在）
- U20日本代表に選ばれたことがある[1]。

## 略歴
ラグビーは10歳から始めた。
2010年、報徳学園高校卒業後、立命館大学に入学する。なお報徳学園高校時代、高校日本代表に選ばれた。
2013年、立命館大学ラグビー部の主将に就任した。
2014年、立命館大学卒業後、キヤノンイーグルス(現・横浜キヤノンイーグルス)に加入。同年9月14日に行われたジャパンラグビートップリーグ第4節の近鉄ライナーズ戦に途中出場で公式戦初出場を果たす。
2016年、キヤノンイーグルスの主将に就任し、同年12月にはスーパーラグビーサンウルブズの2017年スコッドに入った。
2017年6月10日に行われたリポビタンDチャレンジカップ2017ルーマニア戦にて途中出場で日本代表初キャップを獲得した。